# 二葉幼稚園
二葉幼稚園（ふたばようちえん）は、大阪府大阪市東住吉区にある、学校法人二葉学園が設置する私立幼稚園。建物は大阪都市景観建築賞を受賞した。

## 保育目標
「たのしく・あかるく・たくましく」をモットーに「友だちとの遊び」を大切にした「こころ」の教育とマーチングを通じて集中力や人の話が聞けること友達と力をあわせ少し難しいことに挑戦しようとする気持ちを育て「社会性」を身に付ける教育、「世界観を広げる」教育。

## 建築
現園舎は平井憲一設計事務所が設計、奥村組が施工し、1996年 (平成8年) 2月竣工。過密な住宅地にありながら周辺住民の建築デザインに対する意識に一石を投じる点が窺える。円形のホールに細かい格子窓、黄色いトラス橋のような渡り廊下など稀有なデザインで、1997年度大阪都市景観建築賞奨励賞を受賞。

## 施設情報
教育時間
月曜日から金曜日　午前７時３０分から午後６時３０分
対象児童
満3歳児から5歳児